# Mistrovství Evropy v basketbalu mužů 1935
1. mistrovství Evropy  v basketbalu proběhlo v dnech 2. – 4. května v Ženevě ve Švýcarsku.
Turnaje se zúčastnilo 10 mužstev. Hrálo se vylučovacím způsobem. Mistrem Evropy se stalo družstvo Lotyšska.

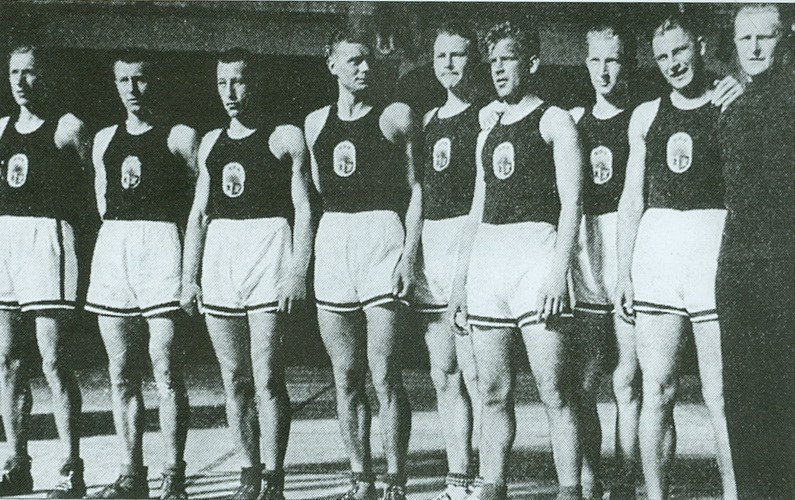
Družstvo Lotyšska

## Výsledky

### 1. kolo
| 2. května 1935 16:00 | Zpráva | Španělsko                 | 25 – 17 | Belgie |  | Ženeva Rozhodčí: Henry Luciri (SUI) |
| 2. května 1935 16:00 | Zpráva | Skóre po poločasech: 14:7 |         |        |  | Ženeva Rozhodčí: Henry Luciri (SUI) |

| 2. května 1935 16:50 | Zpráva | Lotyšsko                  | 46 – 12 | Maďarsko |  | Ženeva Rozhodčí: Marcel Pfeuti (SUI) |
| 2. května 1935 16:50 | Zpráva | Skóre po poločasech: 20:7 |         |          |  | Ženeva Rozhodčí: Marcel Pfeuti (SUI) |

| 2. května 1935 21:00 | Zpráva | Itálie                     | 42 – 23 | Bulharsko |  | Ženeva Rozhodčí: M. Creux (FRA) |
| 2. května 1935 21:00 | Zpráva | Skóre po poločasech: 18:11 |         |           |  | Ženeva Rozhodčí: M. Creux (FRA) |

| 2. května 1935 21:50 | Zpráva | Švýcarsko                 | 42 – 9 | Rumunsko |  | Ženeva Rozhodčí: Egidio Ghirimoldi (ITA) |
| 2. května 1935 21:50 | Zpráva | Skóre po poločasech: 25:3 |        |          |  | Ženeva Rozhodčí: Egidio Ghirimoldi (ITA) |

| 2. května 1935 22:40 | Zpráva | ČSR                        | 23 – 21 | Francie |  | Ženeva Rozhodčí: Henry Luciri (SUI) |
| 2. května 1935 22:40 | Zpráva | Skóre po poločasech: 16:13 |         |         |  | Ženeva Rozhodčí: Henry Luciri (SUI) |

### Dodatečný zápas o postup do semifinále
| 3. května 1935 15:00 | Zpráva | Švýcarsko                  | 27 – 17 | Itálie |  | Ženeva Rozhodčí: M. Creux (FRA) |
| 3. května 1935 15:00 | Zpráva | Skóre po poločasech: 15:15 |         |        |  | Ženeva Rozhodčí: M. Creux (FRA) |

### Semifinále
| 3. května 1935 21:40 | Zpráva | Španělsko                  | 21 – 17 | ČSR     |  | Ženeva Rozhodčí: Egidio Ghirimoldi (ITA) |
| 3. května 1935 21:40 | Zpráva | Skóre po poločasech: 10:10 |         |         |  | Ženeva Rozhodčí: Egidio Ghirimoldi (ITA) |
| 3. května 1935 21:40 | Zpráva | E. Alonso 8                | Body    | Picek 6 |  | Ženeva Rozhodčí: Egidio Ghirimoldi (ITA) |

| 3. května 1935 22:30 | Zpráva | Lotyšsko                   | 28 – 19 | Švýcarsko |  | Ženeva Rozhodčí: M. Creux (FRA) |
| 3. května 1935 22:30 | Zpráva | Skóre po poločasech: 16:12 |         |           |  | Ženeva Rozhodčí: M. Creux (FRA) |

### Finále
| 4. května 1935 22:30 | Zpráva | Lotyšsko                  | 24 – 18 | Španělsko |  | Ženeva Rozhodčí: Henry Luciri (SUI) |
| 4. května 1935 22:30 | Zpráva | Skóre po poločasech: 16:8 |         |           |  | Ženeva Rozhodčí: Henry Luciri (SUI) |
| 4. května 1935 22:30 | Zpráva | Jurciņš 11                | Body    | Martín 6  |  | Ženeva Rozhodčí: Henry Luciri (SUI) |

### O 3. místo
| 4. května 1935 21:40 | Zpráva | ČSR                        | 25 – 23 | Švýcarsko |  | Ženeva |
| 4. května 1935 21:40 | Zpráva | Skóre po poločasech: 16:15 |         |           |  | Ženeva |

### O 5. – 10. místo
| 3. května 1935 20:00 | Zpráva | Bulharsko                 | 22 – 19 | Maďarsko |  | Ženeva Rozhodčí: Henry Luciri (SUI) |
| 3. května 1935 20:00 | Zpráva | Skóre po poločasech: 16:6 |         |          |  | Ženeva Rozhodčí: Henry Luciri (SUI) |

| 3. května 1935 20:50 | Zpráva | Francie                    | 66 – 23 | Rumunsko |  | Ženeva Rozhodčí: Marcel Pfeuti (SUI) |
| 3. května 1935 20:50 | Zpráva | Skóre po poločasech: 40:11 |         |          |  | Ženeva Rozhodčí: Marcel Pfeuti (SUI) |

### O 9. místo
| 4. května 1935 16:10 | Zpráva | Maďarsko                  | 24 – 17 | Rumunsko |  | Ženeva |
| 4. května 1935 16:10 | Zpráva | Skóre po poločasech: 9:12 |         |          |  | Ženeva |

### O 5. – 8. místo
| 4. května 1935 14:30 | Zpráva | Francie                    | 29 – 27 | Itálie |  | Ženeva |
| 4. května 1935 14:30 | Zpráva | Skóre po poločasech: 17:16 |         |        |  | Ženeva |

| 4. května 1935 15:20 | Zpráva | Belgie                    | 29 – 11 | Bulharsko |  | Ženeva |
| 4. května 1935 15:20 | Zpráva | Skóre po poločasech: 16:2 |         |           |  | Ženeva |

### O 5. místo
| 4. května 1935 20:50 | Zpráva | Francie                   | 49 – 30 | Belgie |  | Ženeva |
| 4. května 1935 20:50 | Zpráva | Skóre po poločasech: 31:8 |         |        |  | Ženeva |

### O 7. místo
| 4. května 1935 20:00 | Zpráva | Itálie                    | 35 – 22 | Bulharsko |  | Ženeva |
| 4. května 1935 20:00 | Zpráva | Skóre po poločasech: 16:2 |         |           |  | Ženeva |

## Soupisky
1.  Lotyšsko
| - Eduards Andersons - Aleksejs Anufrijevs - Mārtiņš Grundmanis - Herberts Gubiņš | - Rūdolfs Jurciņš - Jānis Lidmanis - Džems Raudziņš - Visvaldis Melderis | - Andrejs Hudins - Andrejs Krisons - Edgars Rūja |

Trenér: Valdemārs Baumanis
2.  Španělsko
| - Rafael Martin - Emilio Alonso - Pedro Alonso | - Juan Carbonell - Armando Maunier - Fernando Muscat | - Cayetano Ortega - Rafael Ruano - Francisco Martínez |

Trenér: Mariano Manent
3.  ČSR
| - Jiří Čtyřoký - Josef Ferstek - Josef Franc | - Josef Klíma - Josef Moc - František Picek | - Miroslav Oves - František Hájek |

Trenér: Čestmír Škarda
4.  Švýcarsko
| - René Karlen - Jean Pollet - Raymond Lambercy | - Marcel Wuilleumier - Jean Paré - André Mottier | - ??? Rädle - ??? Sidler |

5.  Francie
| - Francis Rudler - Pierre Boël - Henri Hell - Charles Hemmerlin | - Étienne Roland - Robert Cohu - Raoul Gouga | - Jacques Flouret - Étienne Onimus - Georges Carrier |

- Trenér: Teddy Kriegk

6.  Belgie
| - René Demanck - Émile Laermans - Pierre van Basselaere | - Gustave Vereecken - Robert Brouwer | - Gaston de Houwer - Louis Levaux |

7.  Itálie
| - Livio Franceschini - Egidio Premiani - Sergio Paganella | - Bruno Caracoi - Emilio Giassetti - Giancarlo Marinelli | - Gino Basso - Ezio Varisco |

8.  Bulharsko
| - Krum Konstantinov - Joži Pinkas - Ceko Etropolski - Nikola Rogačev | - Josif Cankov - Pančo Manolov - Petăr Danajlov - Ivan Krapčanski | - Stefan Cicelkov - ??? Kevorkjan - ??? Chajmov |

- Hrající renér: Krum Konstantinov

9.  Maďarsko
| - Zoltán Csányi - Ferenc Kolozs - Emil Kozma - Tibor Lehel | - Sándor Lelkes - Sándor Nagy - László Róza | - István Szamosi - Zoltán Szunyogh - Ferenc Velkei |

- Trenér: István Király

10.  Rumunsko
| - Samy Grünstein - Nicu Grozăvescu - Nae Alexandrescu | - E. Dumitrescu - C. Riegler - M. Bercuş | - O. Belitoreanu - ??? Bălteanu |

- Trenér: C. O. Lecca

## Konečné pořadí
| Pořadí           | Tým       | Z | V | P | Skóre   | B |
| ---------------- | --------- | - | - | - | ------- | - |
| Zlatá medaile    | Lotyšsko  | 3 | 3 | 0 | 98:49   | 6 |
| Stříbrná medaile | Španělsko | 3 | 2 | 1 | 64:58   | 5 |
| Bronzová medaile | ČSR       | 3 | 2 | 1 | 65:65   | 5 |
| 4.               | Švýcarsko | 4 | 2 | 2 | 111:79  | 6 |
| 5.               | Francie   | 4 | 3 | 1 | 165:103 | 7 |
| 6.               | Belgie    | 3 | 1 | 2 | 76:89   | 4 |
| 7.               | Itálie    | 4 | 2 | 2 | 121:101 | 6 |
| 8.               | Bulharsko | 4 | 1 | 3 | 78:125  | 5 |
| 9.               | Maďarsko  | 3 | 1 | 2 | 55:85   | 4 |
| 10.              | Rumunsko  | 3 | 0 | 3 | 49:132  | 3 |

## Kvalifikace
| 15. dubna 1935 |                           | Španělsko | 33 – 12 | Portugalsko |  | Madrid |
| 15. dubna 1935 | Skóre po poločasech: 16:6 |           |         |             |  | Madrid |

- Španělsko postoupilo na mistrovství Evropy.